# Тависуплебис моедани (станция метро)
Площадь Свободы (груз. თავისუფლების მოედანი; англ. Liberty Square) — станция Тбилисского метро на Ахметели-Варкетилской линии, между станциями «Руставели» и «Авлабари».
Колонная станция глубокого заложения. Вторая по глубине залегания станция после Руставели.
Наряду с Руставели – одна из двух станций Ахметели-Варкетилской линии, находящаяся на правом берегу реки Куры.

## История
Открыта 6 ноября 1967 года, к 50-летию Октябрьской революции, в составе второго участка «Ленинис моедани — 300 Арагвели». Первоначальное название — «Ленинис моедани» (груз. ლენინის მოედანი, «Площадь Ленина»). Название станции было дано по центральной площади города, рядом с которой находится вестибюль станции.
В 2007 году реконструирована, украшена символом «революции роз».

## Фотографии
- Эскалатор
- Наземный вестибюль